# Ryszard Piec
Ryszard Leon Piec, nascut Richard Leon Pietz, (Świętochłowice, 17 d'agost de 1913 - Świętochłowice, 24 de gener de 1979) fou un futbolista polonès de la dècada de 1930.
Passà tota la seva vida a la ciutat de Lipiny, avui districte de Świętochłowice, i jugà tota la seva vida al Naprzód Lipiny. Fou internacional amb Polònia entre 1935 i 1939, amb 21 partits disputats i 3 gols. Fou membre de l'equip que disputà els Jocs Olímpics de 1936 i el Mundial de 1938.
El seu germà Wilhelm Piec també fou futbolista.